# Laveno-Mombello

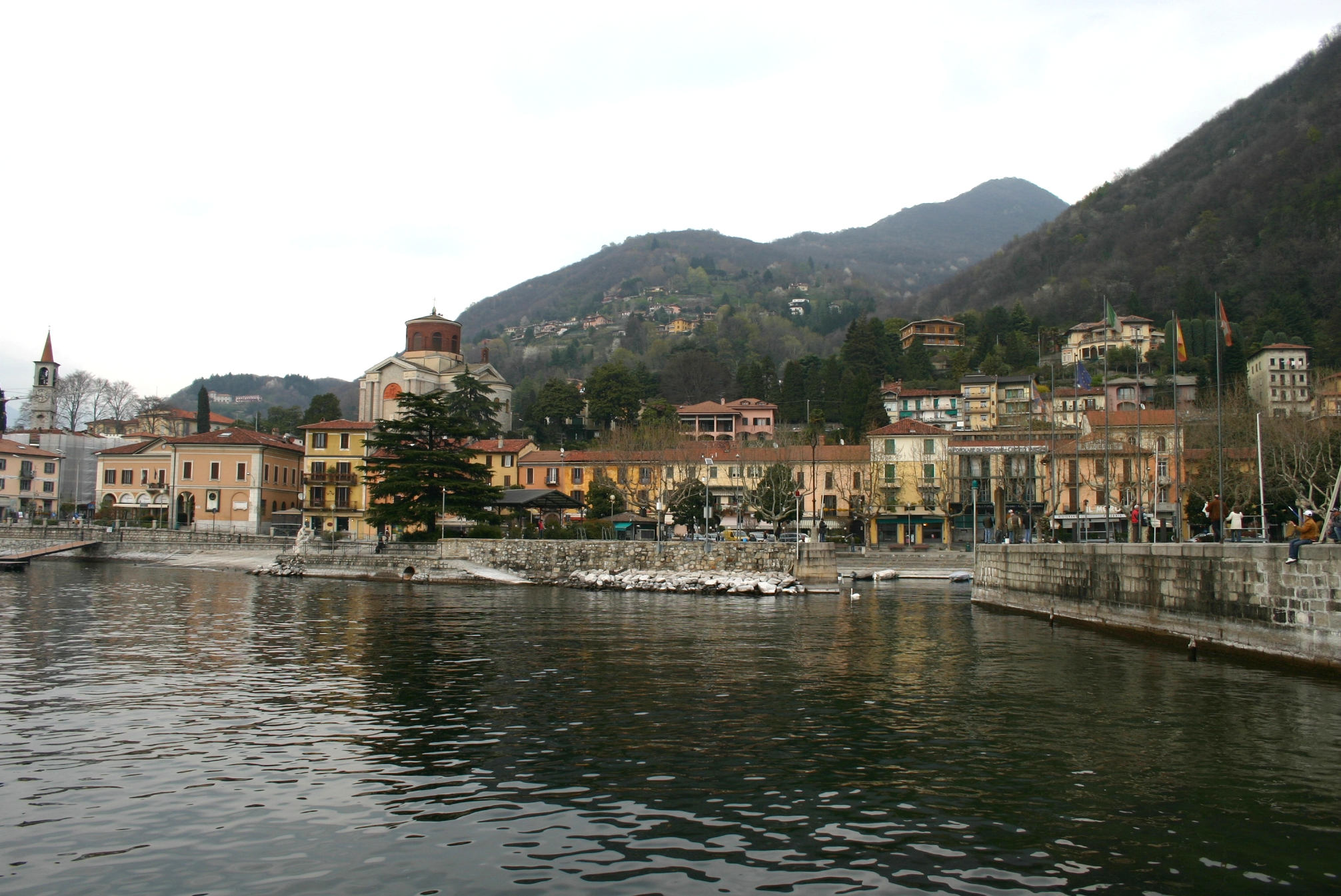
Laveno

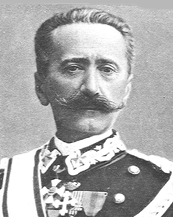
Ettore Pedotti

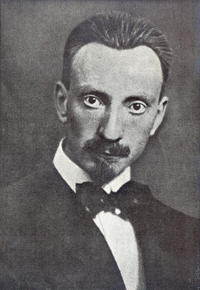
Luigi Russolo (circa 1916)

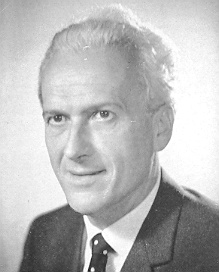
Aristide Marchetti

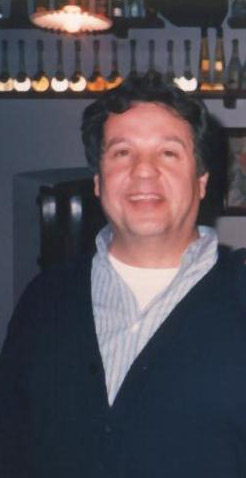
Renato Pozzetto

Laveno-Mombello ist eine italienische Gemeinde (comune) in der Provinz Varese in der Region Lombardei.

## Geografie
Die Gemeinde lebt hauptsächlich vom Wochenendtourismus aus Mailand. Von Laveno fährt eine Autofähre nach Verbania-Intra (einzige Fährverbindung über den Lago Maggiore), die dem Ort verkehrstechnisch große Bedeutung zukommen lässt. Von hier aus gibt es außerdem eine direkte Zugverbindung nach Mailand. Die Gemeinde bedeckt eine Fläche von 25 km². Zu Laveno-Mombello gehören die Fraktionen Casere, Cerro, Mombello und Ponte. Nachbargemeinden sind Caravate, Castelveccana, Cittiglio, Ghiffa (Provinz Verbano-Cusio-Ossola), Leggiuno, Sangiano, Stresa (VB) und Verbania (VB).

## Geschichte
Nicht gesichert ist die Herkunft des Namens des Ortes vom römischen General Labienus, der beim heutigen Mombello eine Schlacht gegen die Gallier geschlagen haben soll, was dem Gelände den Namen mons belli (Kriegsberg) gegeben haben soll. Im Mittelalter war es ein Dorf, das von Fischern bewohnt wurde. Die wichtigsten Adelsfamilien waren die Familien Visconti und Borromeo, denen das Gebiet zugesprochen wurde, die Tinelli di Gorla, die Grafen Guilizzoni und die Sessa de Ceresolo, Besitzer des Dorfes Ceresolo in Cerro. Ab dem neunzehnten Jahrhundert beherbergte sie die berühmten Keramikfabriken, die zu den größten in Europa gehörten. Aus den inzwischen geschlossenen Fabriken ist jedoch ein Keramikmuseum entstanden, eines der interessantesten Museen der Stadt.
Durch das Gesetz vom 26. März 1798 über die Organisation des Departements Verbano (Gesetz 6, Keimjahr VI b) wurde die Gemeinde Laveno in den Bezirk Cuvio eingegliedert. Nach der Aufhebung des Departements Verbano (Gesetz 15 fruttidoro anno VI c) und dem darauf folgenden Gesetz vom 26. September 1798 über die territoriale Aufteilung der Departements Olona, Alto Po, Serio und Mincio (Gesetz 5 vendemmiale anno VII) wurde Laveno Hauptstadt des Bezirks XV, der damals zum Departement Olona gehörte. Mit der territorialen Aufteilung von 1801 wurde die Gemeinde in den Bezirk II von Varese des Departements Lario eingegliedert (Gesetz 23 fiorile Jahr IX). Im Jahr 1805 wurde die Gemeinde Laveno dem Kanton IV Gavirate des Bezirks II Varese des Departements Lario zugeordnet. Die Gemeinde gehörte zur Klasse III und hatte 786 Einwohner (Dekret vom 8. Juni 1805 a). Nach der Zusammenlegung der Gemeinden des Departements Lario (Dekret vom 4. November 1809 b) wurde die Gemeinde Laveno mit den zusammengelegten Gemeinden Cerro ed uniti, Laveno, Mombello und insgesamt 1718 Einwohnern in den Kanton II Gavirate des Bezirks II von Varese eingegliedert, wie es bereits 1807 vorgesehen war und in den beiden folgenden Jahren teilweise revidiert wurde (Konzentrationsprojekt 1807, Lario). In dem folgenden Projekt zur Begradigung und Konzentration der Gemeinden des Departements Lario wurde die Abtrennung von Mombello und Cerro von Laveno vorgeschlagen, deren Einwohner sich mehrfach gegen diese Vereinigung wegen zu unterschiedlicher wirtschaftlicher Interessen gewehrt hatten (1812). Bei der anschließenden territorialen Aufteilung des Departements Lario gehörte Laveno mit den Gemeinden Laveno und Vararo zu den Gemeinden des Kantons II von Gavirate des Bezirks II von Varese (Dekret vom 30. Juli 1812).
Nach der vorübergehenden Vereinigung der Provinzen der Lombardei mit dem Königreich Sardinien wurde die Gemeinde Laveno mit 1.362 Einwohnern, die von einem fünfzehnköpfigen Gemeinderat und einem zweiköpfigen Stadtrat verwaltet wurde, gemäß der durch das Gesetz vom 23. Oktober 1859 festgelegten territorialen Aufteilung in das Mandamento VII von Gavirate, Bezirk II von Varese, Provinz Como, aufgenommen. Bei der Gründung des Königreichs Italien im Jahr 1861 hatte die Gemeinde 1.547 Einwohner (Volkszählung 1861). Nach dem Gemeindegesetz von 1865 wurde die Gemeinde von einem Bürgermeister, einer Junta und einem Rat verwaltet. Im Jahr 1867 wurde die Gemeinde in denselben Bezirk, Kreis und dieselbe Provinz eingegliedert (Verwaltungsbezirk 1867).
Im Jahr 1924 wurde die Gemeinde in den Bezirk Varese der Provinz Como eingegliedert. Nach der Gemeindereform im Jahr 1926 wurde die Gemeinde von einem Podestà verwaltet. Im Jahr 1927 wurde die Gemeinde der Provinz Varese zugeschlagen. Im Jahr 1927 wurde die Gemeinde Laveno zur neuen Gemeinde Laveno-Mombello zusammengelegt (R. D. 18. Dezember 1927, Nr. 2558).

## Bevölkerung
| Bevölkerungsentwicklung | Bevölkerungsentwicklung | Bevölkerungsentwicklung | Bevölkerungsentwicklung | Bevölkerungsentwicklung | Bevölkerungsentwicklung | Bevölkerungsentwicklung | Bevölkerungsentwicklung | Bevölkerungsentwicklung | Bevölkerungsentwicklung | Bevölkerungsentwicklung | Bevölkerungsentwicklung | Bevölkerungsentwicklung | Bevölkerungsentwicklung | Bevölkerungsentwicklung |
| ----------------------- | ----------------------- | ----------------------- | ----------------------- | ----------------------- | ----------------------- | ----------------------- | ----------------------- | ----------------------- | ----------------------- | ----------------------- | ----------------------- | ----------------------- | ----------------------- | ----------------------- |
| Jahr                    | 1751                    | 1805                    | 1809                    | 1853                    | 1861                    | 1881                    | 1901                    | 1921                    | 1931                    | 1951                    | 1971                    | 2001                    | 2019                    | 2021                    |
| Einwohner               | 550                     | 786                     | *1718                   | 1241                    | 1547                    | 1848                    | 2003                    | 2473                    | 5798                    | 6749                    | 8695                    | 8736                    | 8645                    | 8405                    |

- 1809 Fusion mit Cerro und Mombello, dann 1812 Umtausch mit Vararo

## Sehenswürdigkeiten

### Sakrale Bauten
- Propstkirche Santi Filippo e Giacomo, genannt Chiesa Vecchia, erwähnt 1315
- Kirche Santa Maria in Ca’ Deserta (erwähnt 1081)
- Kirche Sant’Ambrogio, benannt Chiesa Nuova (1940), Architekt: Paolo Mezzanotte
- Kirche Madonna Immacolata (1728)
- Pfarrkirche Santa Maria Ausiliatrice im Ortsteil Ponte di Laveno (1930)
- Pfarrkirche Invenzione di Santo Stefano im Fraktion Mombello mit Orgel (1874) der Gebrüder Pietro und Lorenzo Bernasconi
- Oratorium Santa Maria di Corte im Mombello, erwähnt im 13. Jahrhundert
- Oratorium San Michele
- Kirche Santi Nazario, Celso und Defendente im Ortsteil Ceresolo, erwähnt im 10. Jahrhundert
- Kirche Beata Vergine del Pianto im Ortsteil Cerro.

### Zivilbauten
- Villa De Angeli-Frua
- Ehemaliges Palazzo Comunale (Gemeindehaus) (1878), Architekt: Marco Porta
- Palazzo del Bostano im Ortsteil Mombello, ehemaliges Humiliatenskloster
- Palazzo Guilizzoni-Perabò im Ortsteil Cerro, Museum der Geschichte der Keramik oder Museo Internazionale Design Ceramico - Civica Raccolta di Terraglia
- Seilbahn Laveno-Poggio Sant’Elsa (974 m ü. M.)

## Persönlichkeiten
- Ettore Pedotti (1842–1919), General und Politiker des Königreichs Italien
- Ernesto De Angeli (1849–1907), Unternehmer
- Luigi Russolo (1885–1947 in Cerro di Laveno), futuristischer Maler und Komponist
- Marco Costantini (1915–2003), Graveur
- Aristide Marchetti (1920–1994), Partisan, Politiker, Antifaschist
- Domenico Parola (1945–1998), Fußballspieler und Trainer
- Corrado Roi (* 1958), Cartoonist
- Renato Pozzetto (* 1940), ein italienischer Komiker, Schauspieler und Filmregisseur

## Bilder

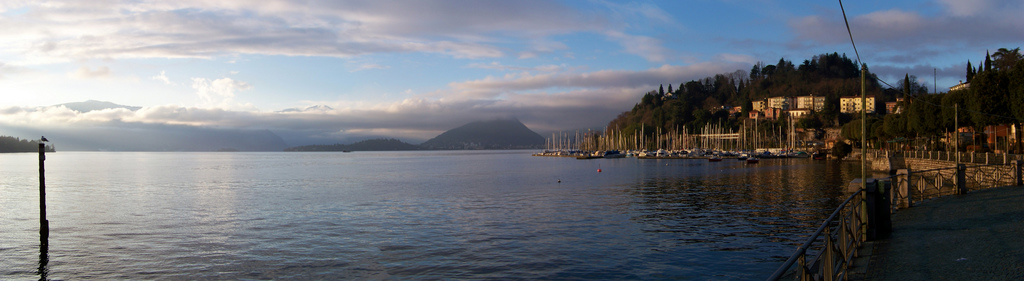
Laveno am Lago Maggiore
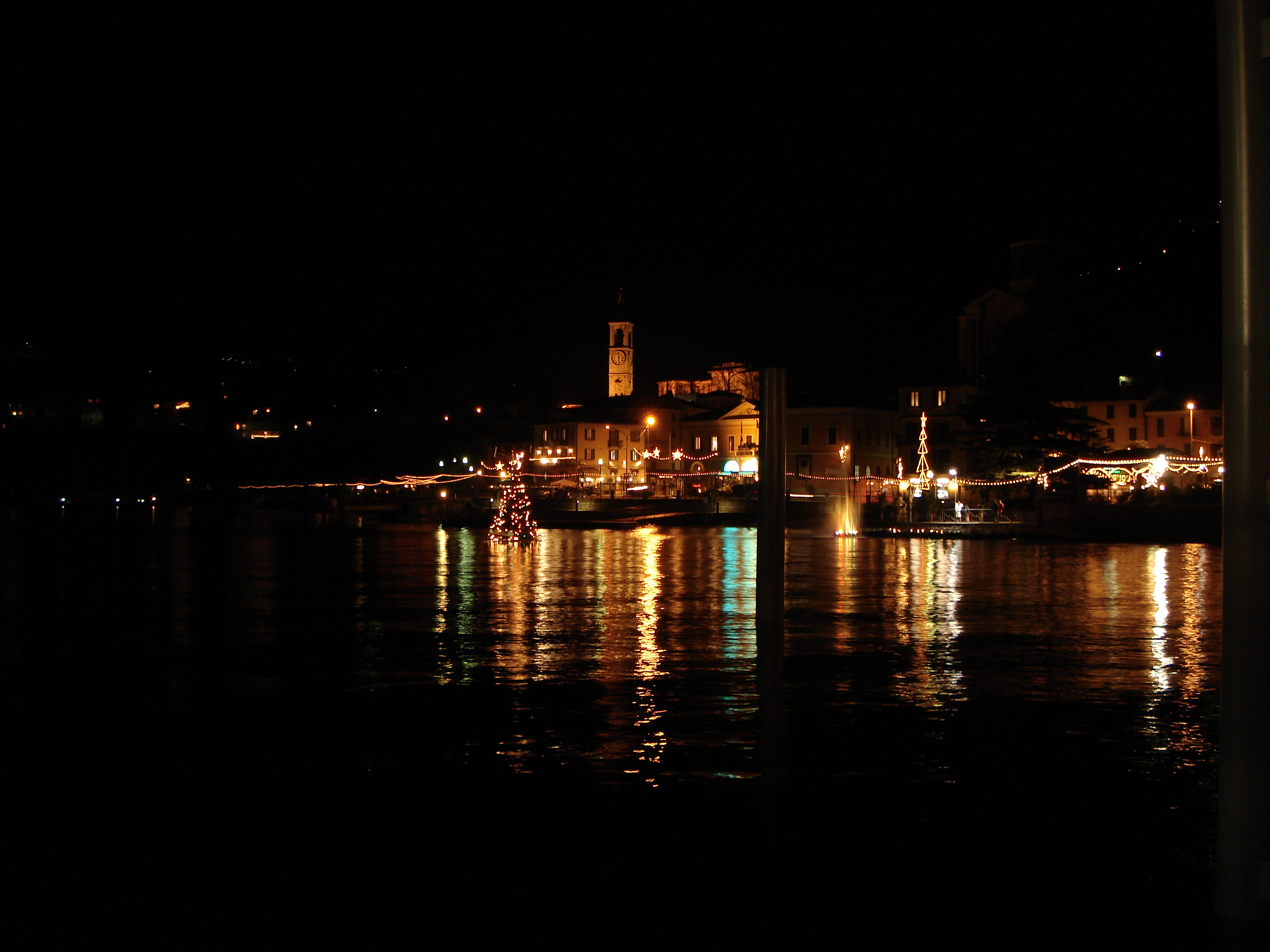
Laveno bei Nacht
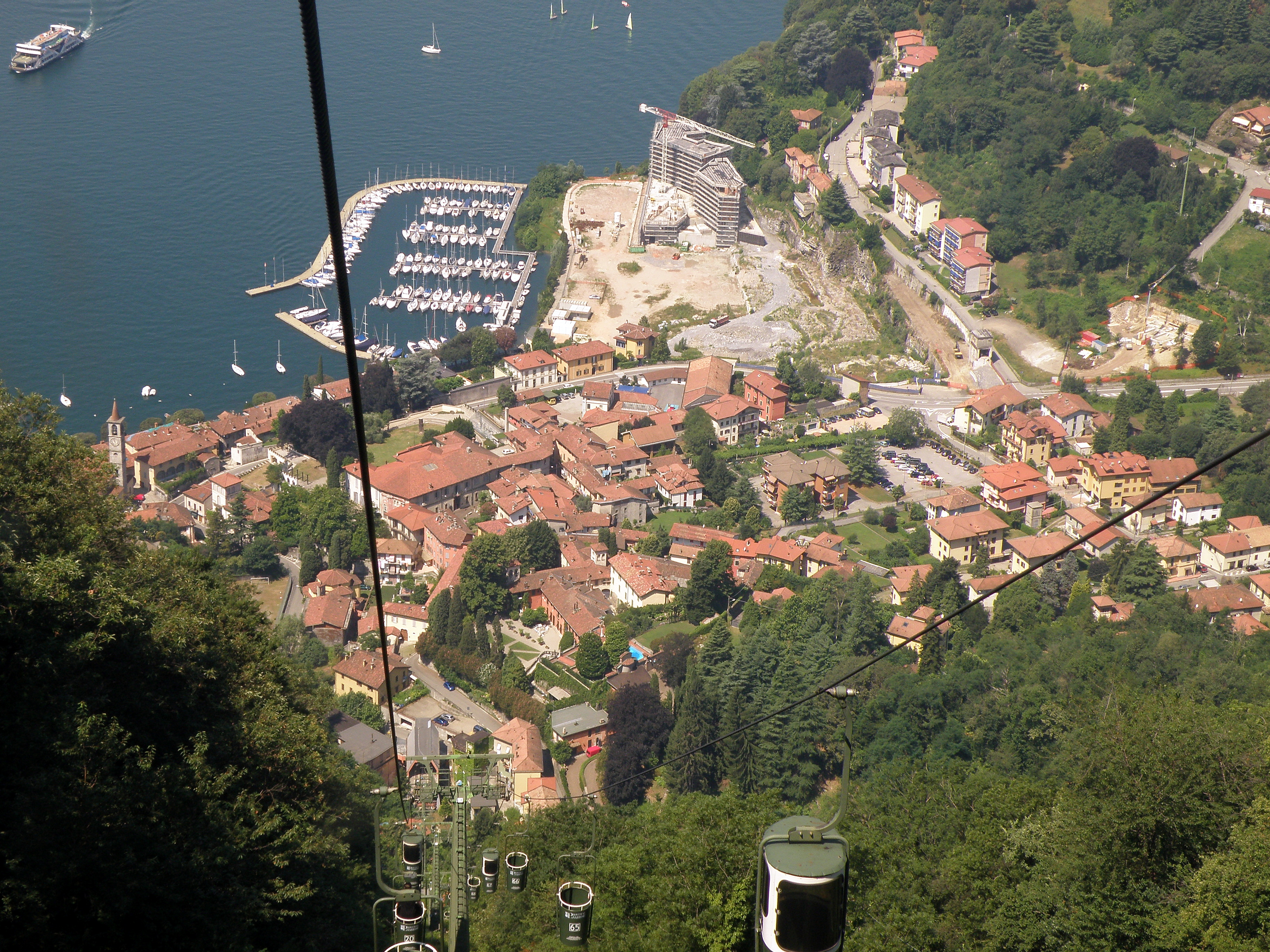
Laveno, Panorama
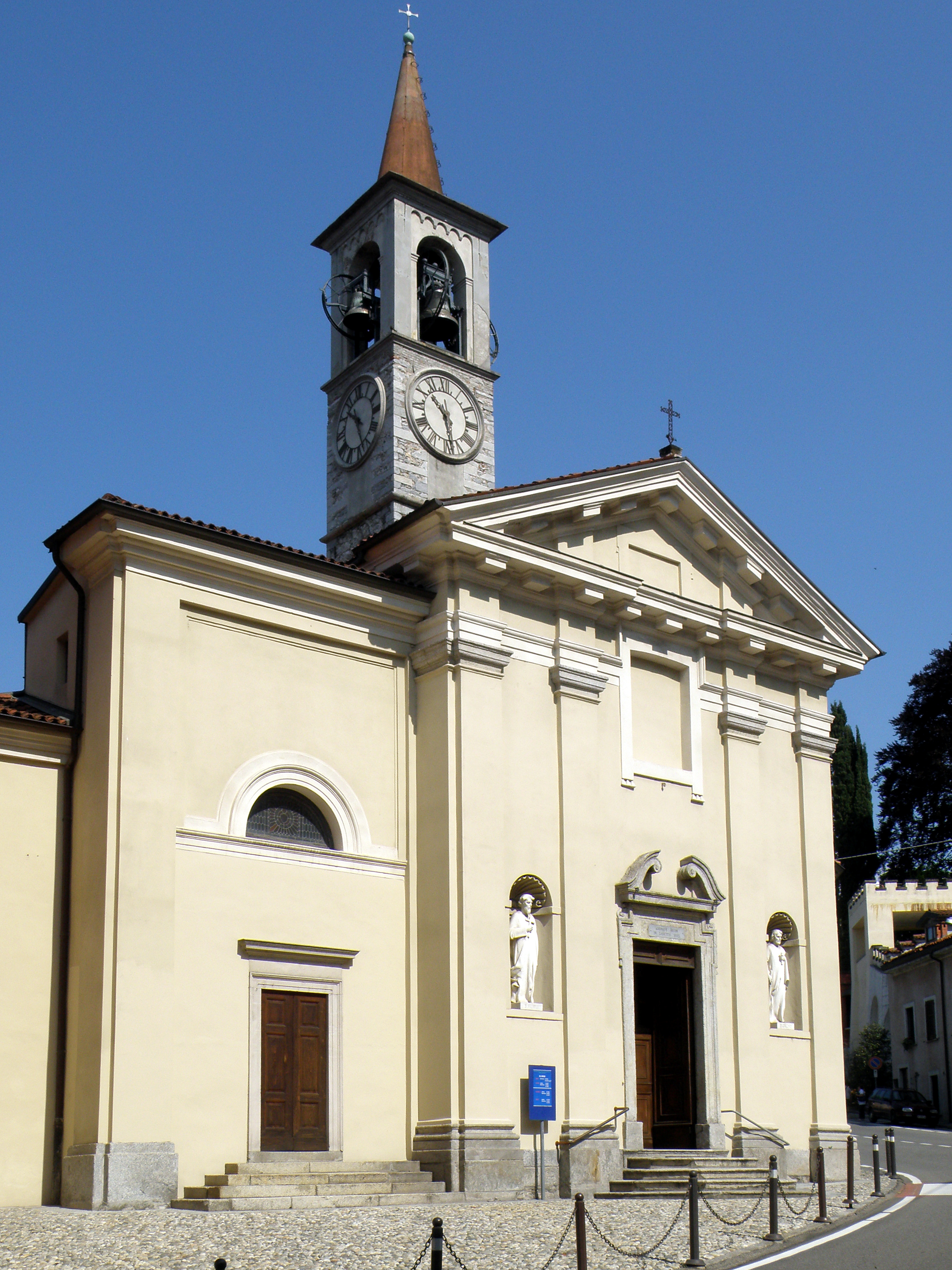
Kirche Santi Filippo e Giacomo